# Île Charcot
Pour les articles homonymes, voir Charcot.

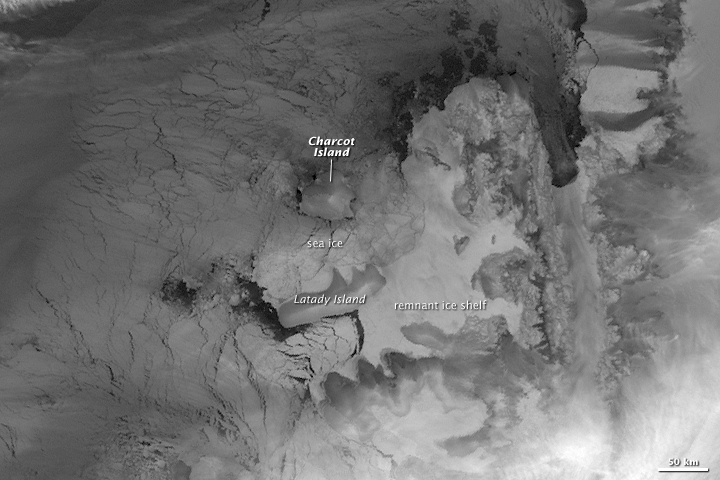
Île Charcot et le reste de la plateforme glaciaire de Wilkins vu de l'espace par un satellite d'observation de la Terre de la NASA

L'île Charcot ou terre de Charcot est une île située au large de l'Antarctique, à quatre-vingts kilomètres de l'île Alexandre-Ier. Elle mesure environ cinquante kilomètres de long pour quarante-deux de large et est entièrement couverte de glace, à l'exception des montagnes qui dominent la côte septentrionale.
L'île Charcot est découverte le 11 janvier 1910, par l'expédition française conduite par Jean-Baptiste Charcot, qui, à la demande de son équipage, lui donne le nom de terre de Charcot, dans l'intention d'honorer la mémoire de son père Jean-Martin Charcot. Le caractère insulaire de la terre de Charcot est prouvé par l'explorateur australien George Hubert Wilkins, qui en fait le tour en décembre 1929.